# 32P/Comas Solà
32P/Comas Solà est une comète périodique dont la période orbitale actuelle est de 8,8 ans.
Le diamètre du noyau est estimé à 8,4 kilomètres.

## Découverte
32P/Comas Solà fut découverte le 5 novembre 1926 par Josep Comas i Solà. Dans le cadre de son travail sur les astéroïdes à l'observatoire Fabra (Barcelone), il prenait des clichés photographiques avec un télescope de 6 pouce (152,4 mm). L'évolution orbitale antérieure de la comète devint un sujet d'intérêt lorsque plusieurs astronomes suggérèrent que cette comète pourrait être le retour de la comète périodique alors perdue Spitaler (également appelée 113P/Spitaler). En 1935, des relevés d'orbite supplémentaires furent obtenus, et P. Ramensky étudia le mouvement orbital jusqu'en 1911. Il nota que la comète était passée très près de Jupiter en mai 1912 et que, avant ce rapprochement, la comète avait une distance au périhélie de 2,15 ua et une période orbitale de 9,43 ans. L'identité avec la comète Spitaler fut alors rejetée.